# 梅里克冰川
80°13′S 158°52′E / 80.217°S 158.867°E
梅里克冰川（英語：Merrick Glacier）是南極洲的冰川，位於奧次地，屬於不列顛嶺的一部分，最終在霍尼海崖西端注入伯德冰川，現時由南極條約體系管理。